# ГЕС Гогошу
ГЕС Гогошу — гідроелектростанція у південно-західній частині Румунії в повіті Мехедінць.
Перед ГЕС «Залізні Ворота II» Дунай розділяється островом Ostrovul Mare на два рукави, у лівому з яких (носить назву Гогошу) споруджена допоміжна гребля. По центру вона виконана із бетону та складається з семи водозливних секцій. Висота бетонної частини 34 метри, довжина 196 метрів, витрати матеріалу при спорудженні 185 тис. м3. Бокові ділянки греблі становлять собою земляні дамби дещо меншої висоти — 21 метр. У дамбі, що прилягає до Ostrovul Mare, розташований машинний зал ГЕС Гогошу, обладнаний двома бульбовими турбінами, розрахованими на велику витрату води (840 м3/с) та малий напір (7,5 метра). При загальній потужності у 54 МВт турбіни забезпечують виробництво 308 млн кВт·год на рік.